# Бійцівська рибка яванська
Бійці́вська ри́бка ява́нська (Betta picta) — тропічний прісноводний вид риб з родини осфронемових (Osphronemidae), підродина макроподових (Macropodusinae).
Betta picta була першою бійцівською рибкою, що отримала науковий опис. Сталося це 1846 року, вид отримав назву Panchax pictum. Проте сам рід Бійцівська рибка (Betta) був утворений на 4 роки пізніше, а його типовим видом визначена Betta trifasciata Bleeker, 1850. Згодом яванська бійцівська рибка була включена до складу роду під назвою B. picta, а назва B. trifasciata визнана молодшим синонімом B. picta. Таким чином, Betta picta стала типовим видом роду.
Наукова назва виду походить від латинського pictus, що означає «оздоблений».
Яванська бійцівська рибка дала назву групі близьких видів Betta picta. Ця група включає Betta picta з острова Ява, Betta taeniata з острова Калімантан, Betta simplex з Таїланду, Betta falx із Суматри. В старій літературі повідомляється про численні популяції B. picta з острова Суматра, насправді вони належать виду B. falx, який був описаний 1998 року.

## Поширення
Місце природного мешкання: острів Ява. Це єдиний представник роду, що зустрічається на цьому острові. Betta picta відома лише із західних двох третин Яви, крайнім на сході засвідченим її місцем проживання є Амбарава (індонез. Ambarawa) в окрузі Семаранг, Центральна Ява. Усі місця існування виду знаходяться в басейнах річок, що течуть на північ, виняток становить лише річка Сукабумі (Sukabumi) в Західній Яві (басейн Мандірі (індонез. Ci Mandiri)), що тече на південь.
Яванська бійцівська рибка відома лише з гірських районів. Зустрічається зазвичай у неглибоких (3–50 см) струмках з чистою прохолодною (22–24 °C) водою, показником pH 6,5-7,5, твердістю до 22 °dH. Тримається в периферійних зонах з повільною течією та густою рослинністю.
Можливо, що B. picta тепер займає вторинну нішу, в гірських струмках вона знайшла собі притулок через антропогенний тиск. Низовини та передгір'я Яви вже давно втратили природний лісовий покрив і перетворилися на рисові поля. Стан збереження виду оцінюється як близький до загрозливого, оскільки яванська бійцівська рибка має відносно обмежений ареал (16 960 км²) й на нього, ймовірно, й надалі впливатимуть сільськогосподарська діяльність, урбанізація та промислова експансія, а ще пов'язане з ними забруднення. З цієї причини ймовірно вже вимерла популяція в Чилівунзі.

## Опис
Це маленький вид, в акваріумі риби можуть досягати 5-6 см загальної довжини. Форма типова для представників роду. Тіло відносно струнке, його висота становить 21,5-25,5 % стандартної (без хвостового плавця) довжини, голова довга (31,1-36,0 % стандартної довжини). Загальна довжина становить 135,4-143,9 % стандартної, висота хвостового стебла — 14,4-17,3 % стандартної довжини. Хребців 27-28, бічних лусок 27-30, 9-9½ лусок у поперечному напрямку.
Спинний плавець розташований відносно далеко позаду (предорсальна довжина становить 63,0-67,6 % стандартної), довжина основи спинного плавця 10,2-13,0 % стандартної довжини. Плавець має 0-1 твердий і 7-9 м'яких променів (всього 8-9). Довжина основи анального плавця становить майже половину (42,6-48,4 %), а преанальна — 48,7-53,6 % стандартної довжини. Анальний плавець має 2 твердих і 19-21 м'який промінь (всього 21-23). У хвостовому плавці 15 променів, в грудних по 12. Черевні плавці серпоподібні, мають по 1 твердому, 1 простому та по 4 розгалужених промені, другий промінь ниткоподібний, але короткий (23,8-33,0 % стандартної довжини).
Самці більші за самок, мають ширшу голову, спинний та анальний плавці в них можуть бути легко загостреними, а центральні промені хвостового плавця трохи подовжені. В самок та неповнолітніх риб спинний, анальний та хвостовий плавці округлі.
Тіло світло-коричневого кольору, голова та спина темніші, груди золотаві. Відтінок забарвлення може варіювати від сірого до фіолетового. Наявні 3 темні поздовжні смуги. Найдовша проходить від рила через око та все тіло до хвостового плавця. Дві інші розташовані вище та нижче від центральної, обидві починаються за зябровими кришками, верхня зазвичай невиразна. Посередині основи хвостового плавця, в місці закінчення центральної смуги, знаходиться слабка темна цятка. У період нересту проявляється кілька поперечних смуг. Декілька коротких чорних смужок присутні в нижній частині голови. Зяброві кришки в самців вилискують жовтогарячим кольором, у самок вони білі.
Самці під час нересту або суперництва стають досить барвистими. Непарні плавці в них червонуваті. Анальний та нижня половина хвостового плавця мають в нижній частині широку блакитну смугу, нижче якої йде темно-синя, майже чорна смужка й світла облямівка по краю. Спинний плавець зі слабкими поперечними смугами. Грудні плавці безбарвні, черевні червонуваті, їхня витягнута нитка ніжно-блакитна. В самиць непарні плавці жовтувато-коричневі з тонкою білою облямівкою, на анальному плавці може бути присутня слабка блакитна смужка.

## Утримання в акваріумі
Яванська бійцівська рибка іноді зустрічається в акваріумах. Її більшому поширенню заважає не дуже привабливе забарвлення.
Мирна й соціальна риба, невибаглива в утриманні, добре вживається з іншими видами. Самці миролюбні, самиці територіальні, завзято б'ються між собою. На групу з 6-8 особин вистачає акваріума на 30 літрів.
Яванська бійцівська рибка потребує чистої, прозорої води з температурою 22-24 °C, твердістю не більше 15 °dH та нейтральним показником рН.
Дорослі риби — справжні ненажери. Вони не перебірливі, приймають пластівці, заморожений, живий або ліофілізований корм.

## Розмноження
Статева зрілість настає в 6-10 місяців. Яванську бійцівську рибку легко розводити. Велика заміна води (близько 25 %) вже на наступний день спонукає риб до одночасного нересту всієї групи.
Betta picta нереститься в типовий для видів, що інкубують ікру в роті, спосіб. Самка ініціює нерест. Спаровування відбуваються біля дна акваріума. Пара обіймається й відкладає порцію ікри. Потім самка збирає ротом ікринки й випльовує їх в напрямку самця, той підбирає їх.
Після нересту в самця помітно роздувається горло. Цей набряк зазвичай зменшується на 5-й день інкубації, але він знову збільшується на 10-й день, коли самець починає випускати мальків. Інкубація, як правило, триває від 9 до 11 днів, час інкубації може змінюватися залежно від температури води. Батько випускає мальків партіями, це може зайняти цілий день і більше. З цього моменту догляд за потомством з боку самця припиняється. Як правило, за нерест отримують від 30 до 60 мальків, буває й більше, але це вже нечуваний результат. Малята здатні негайно приймати наупліуси артемій або перетерті пластівці сухого корму. Їх легко вирощувати.